# Luciobarbus mystaceus
Luciobarbus mystaceus är en fiskart som först beskrevs av Pallas, 1814.  Luciobarbus mystaceus ingår i släktet Luciobarbus och familjen karpfiskar. Inga underarter finns listade i Catalogue of Life.